# Toverschaken

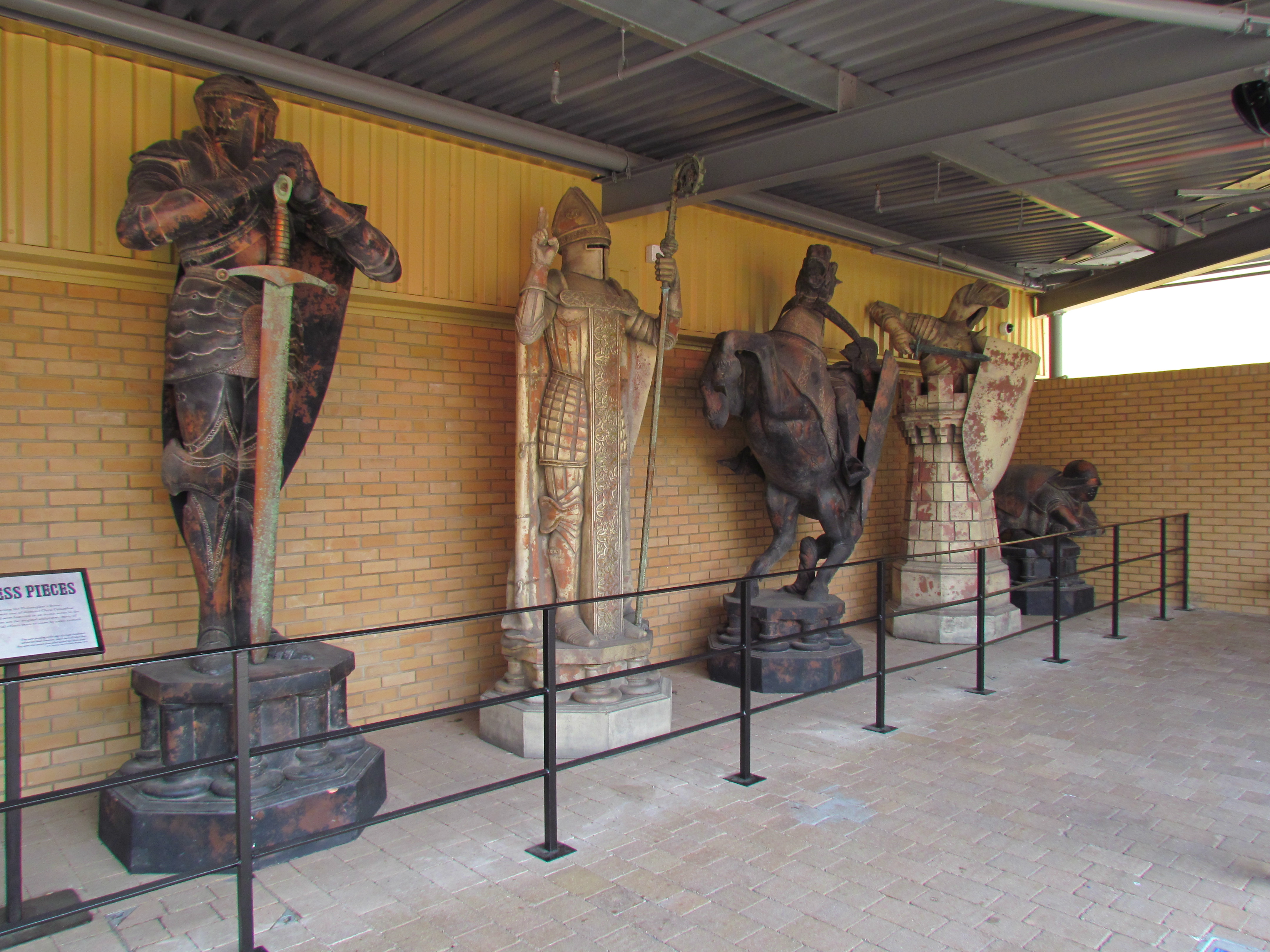
Verschillende schaakstukken

Toverschaken (Engels: Wizard's Chess) is een magische manier van schaken uit de Harry Potterboekenserie van de Britse schrijfster J.K. Rowling. De beste vriend van Harry Potter, Ron Wemel, is er erg goed in en leert het Harry in het eerste boek.
Het verschil tussen "gewone" schaak en toverschaak is dat bij toverschaak de stukken "levend" zijn. Wanneer er een stuk geslagen wordt, dan wordt dit stuk ook echt letterlijk van het bord geslagen door het stuk waardoor het geslagen werd. Er vindt dus een soort van veldslag plaats op het schaakbord. Dit is dan ook de reden waarom Hermelien Griffel, de beste vriendin van Harry en Ron, een hekel heeft aan toverschaak: ze vindt het wreed.
In de eerste Harry Potterfilm komt het toverschaken ook voor. De "veldslag" tussen de stukken gaat hierin zelfs nog een stap verder: in plaats van dat de stukken van het bord worden verwijderd, worden ze kapot geslagen.

## Toverschaak in de verhalen
In het eerste boek, Harry Potter en de Steen der Wijzen, speelt Toverschaak een belangrijke rol. Wanneer Harry, Ron en Hermelien op zoek gaan naar de Steen der Wijzen om deze te pakken te krijgen voor Heer Voldemort dat doet, moeten ze een aantal obstakels passeren waaronder een levensgroot Toverschaakbord. Door Rons schaakcapaciteiten weten ze deze schaakpartij te winnen en kunnen ze verder met hun zoektocht.